# Behonne
Behonne est une commune française située dans le département de la Meuse, en région Grand Est.

## Géographie

### Localisation
À vol d'oiseau, la commune est située à 2,6 kilomètres au nord de Bar-le-Duc, chef-lieu d'arrondissement et ancienne capitale du duché de Bar.
Le territoire de la commune est limitrophe de 3 communes.  
| Chardogne         | Vavincourt |                 |
| Fains-les-Sources | Behonne    | Naives-Rosières |
|                   | Bar-le-Duc |                 |

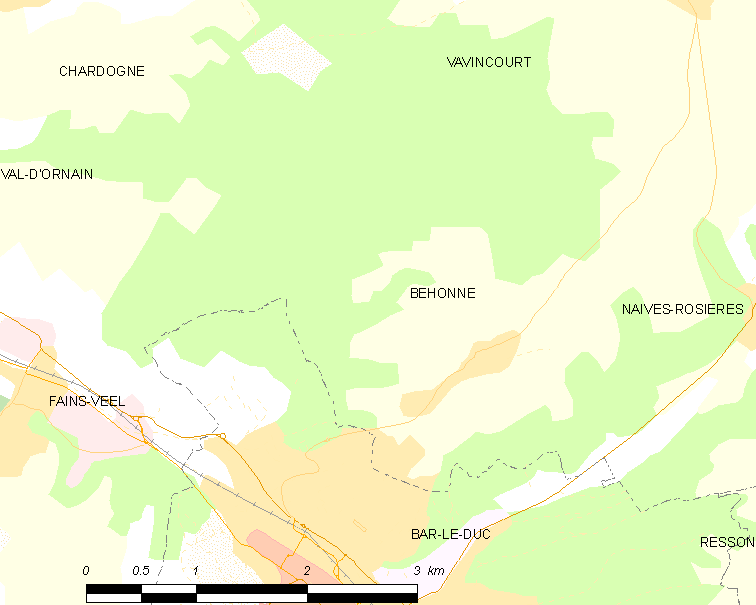
Carte de la commune.
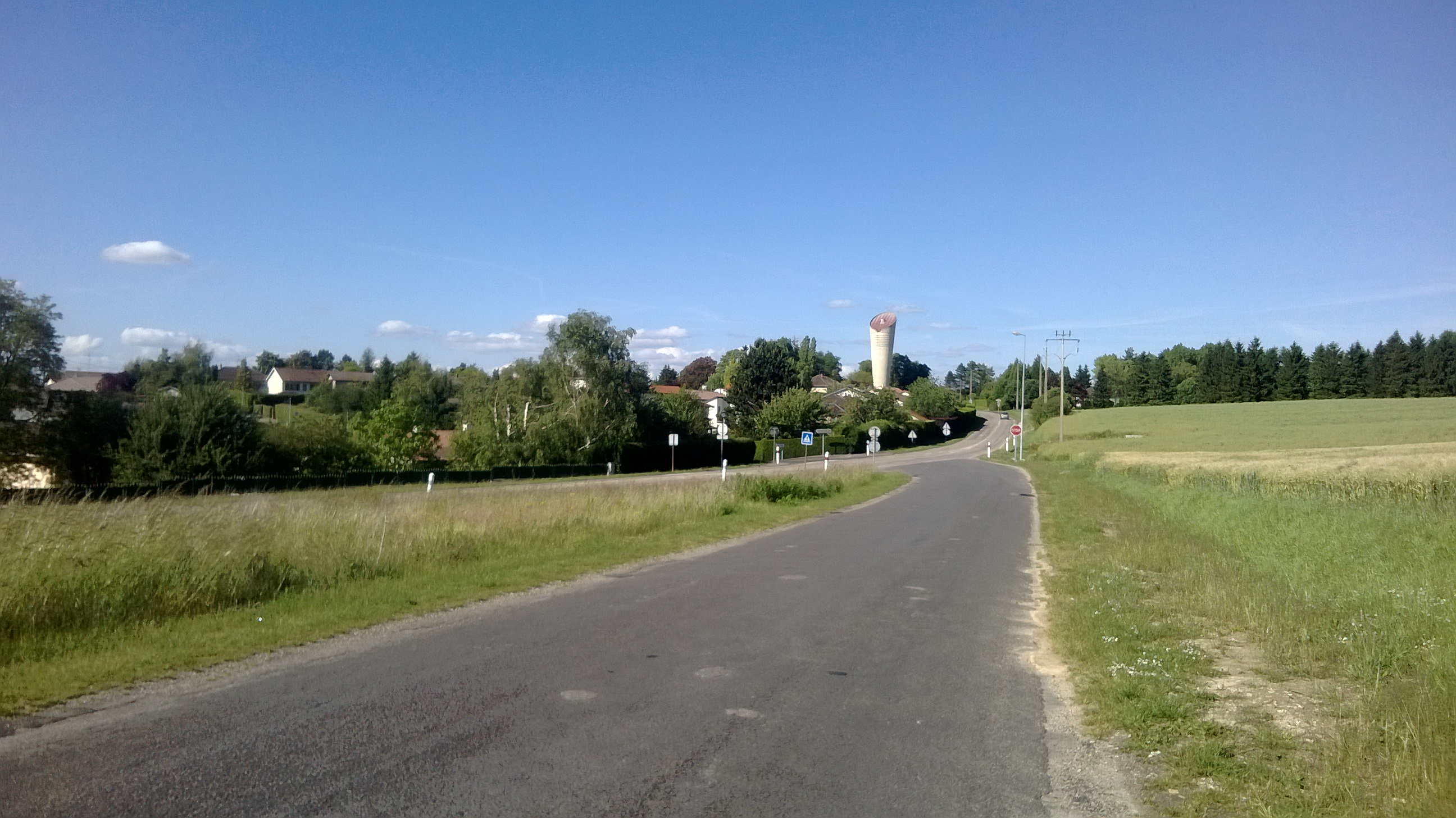
Vue du village en venant de Bar-le-Duc.
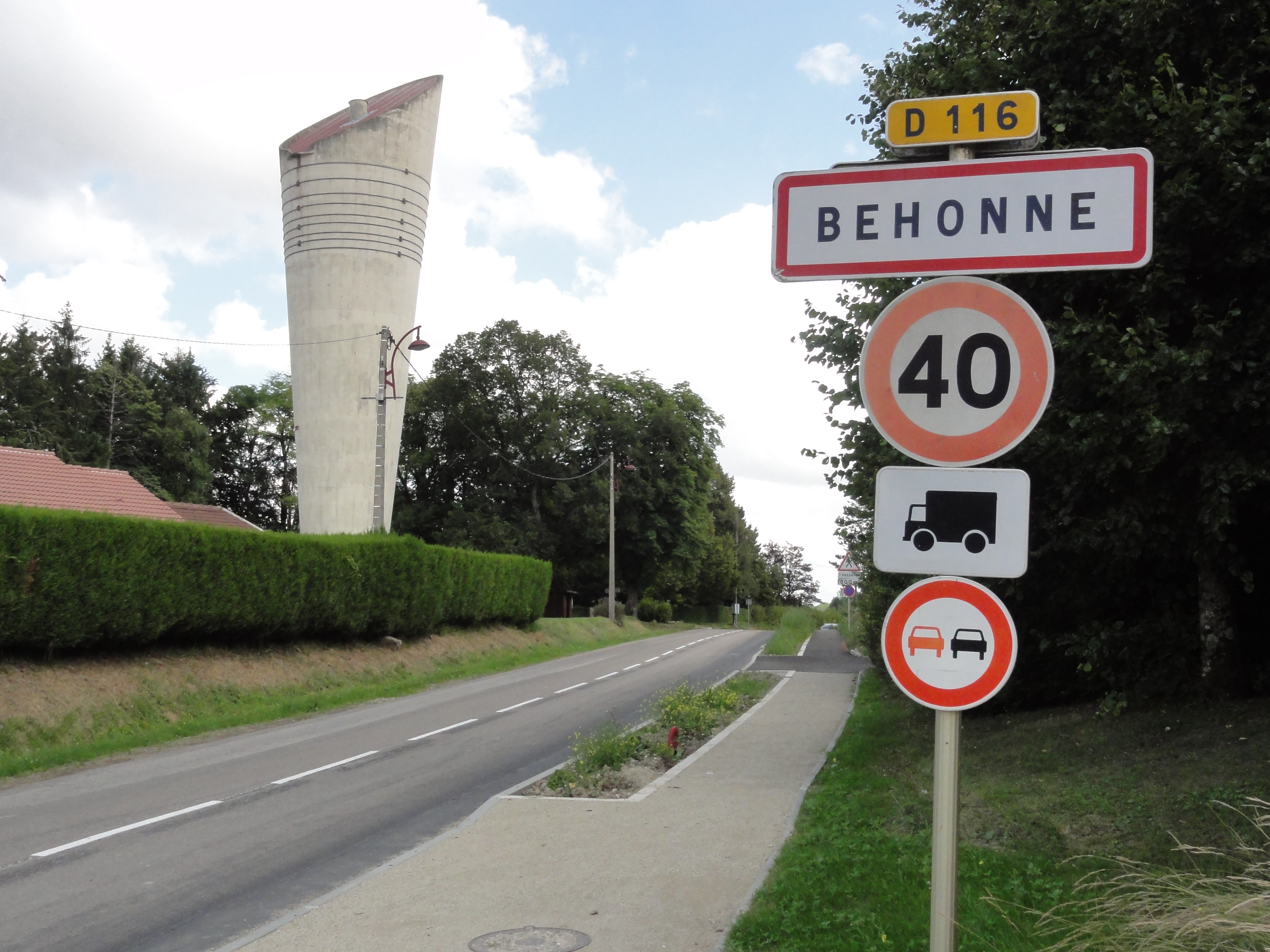
Entrée du village.
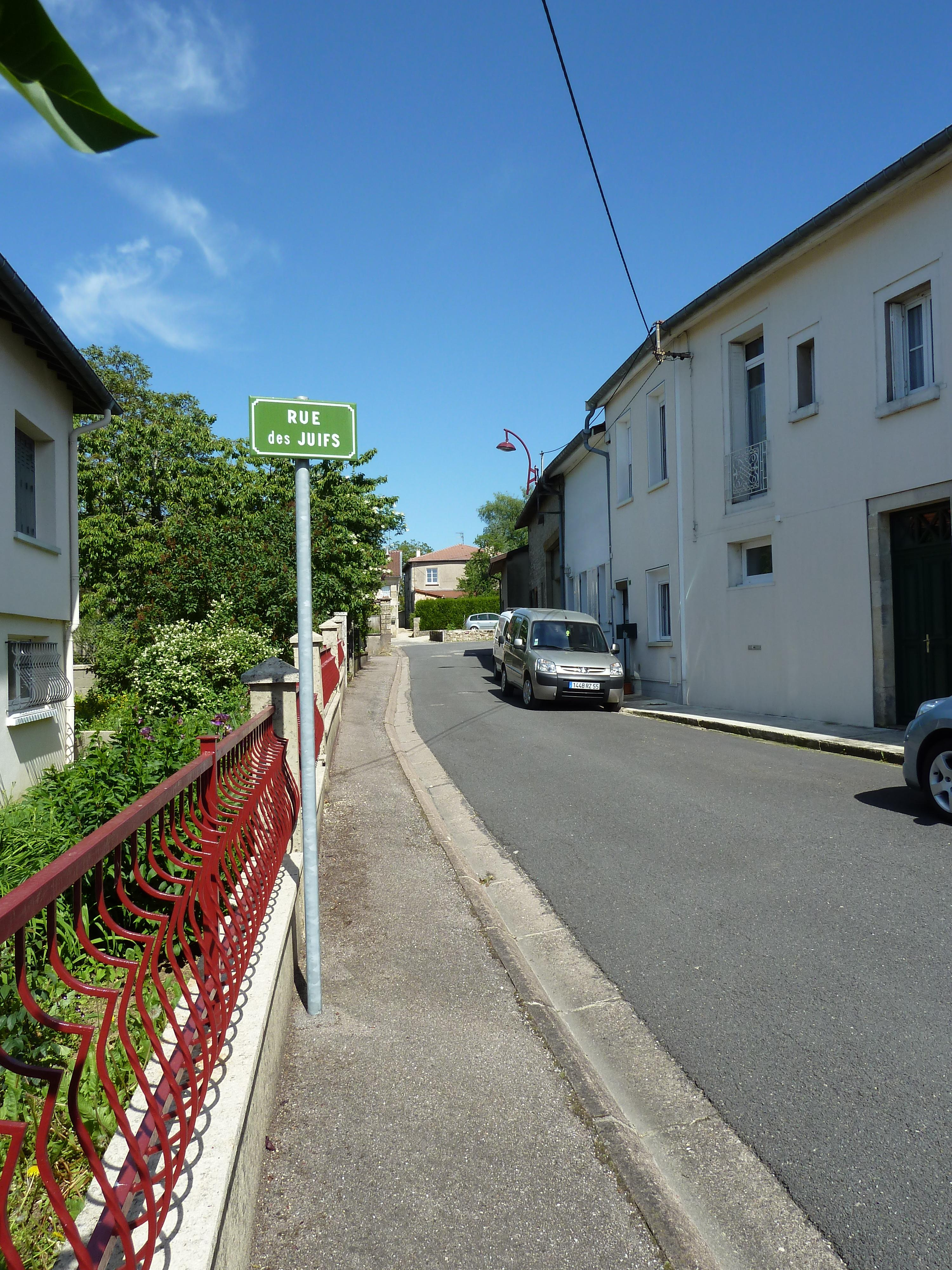
La rue des Juifs.
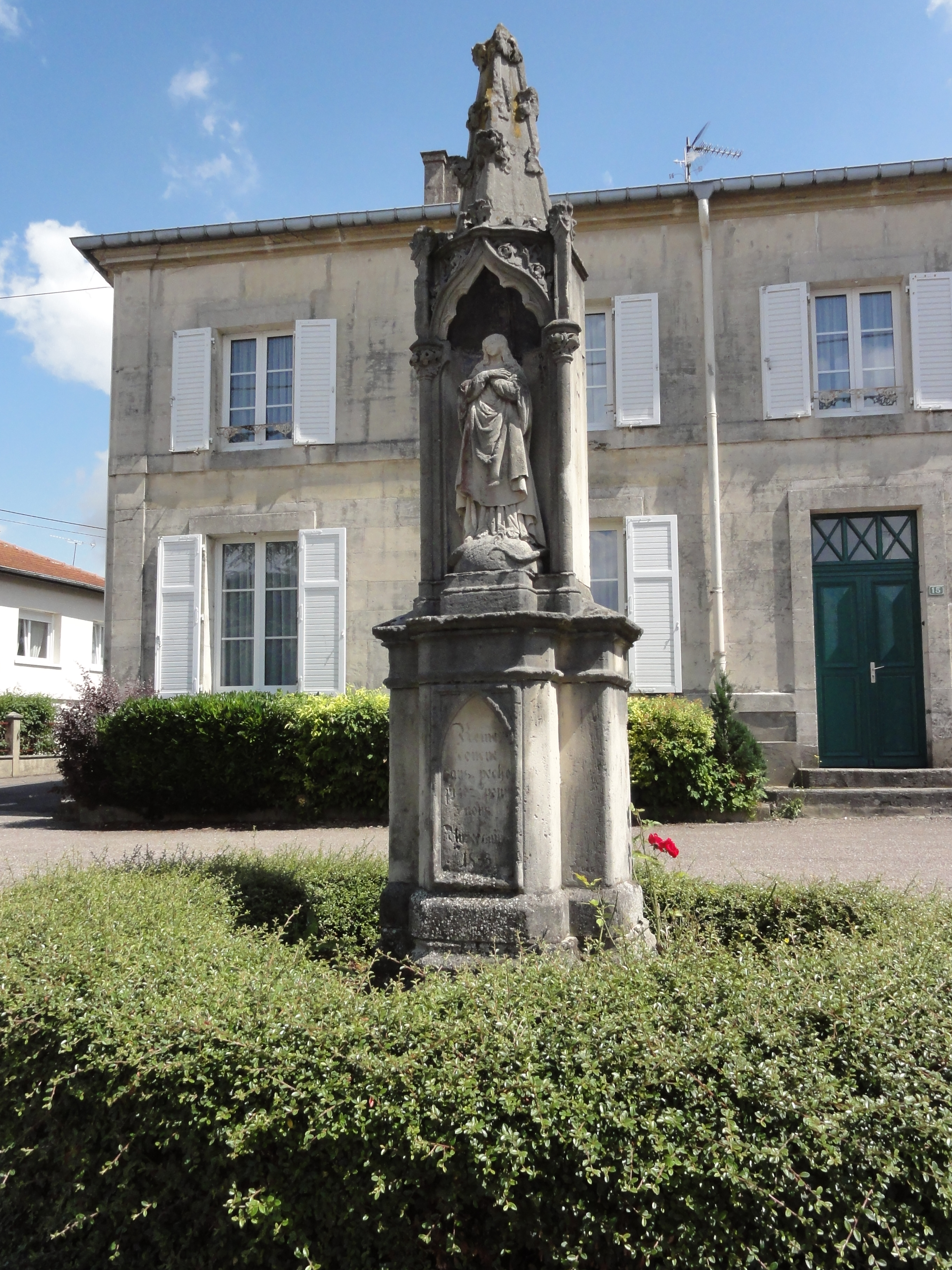
Petit rond-point.

Située sur un plateau dominant l'Ornain, la commune a une superficie de 917 hectares ; son altitude varie entre 190 et 303 mètres.

### Hydrographie
La commune est dans la région hydrographique « la Seine de sa source au confluent de l'Oise (exclu) » au sein du bassin Seine-Normandie. Elle n'est drainée par aucun cours d'eau,.

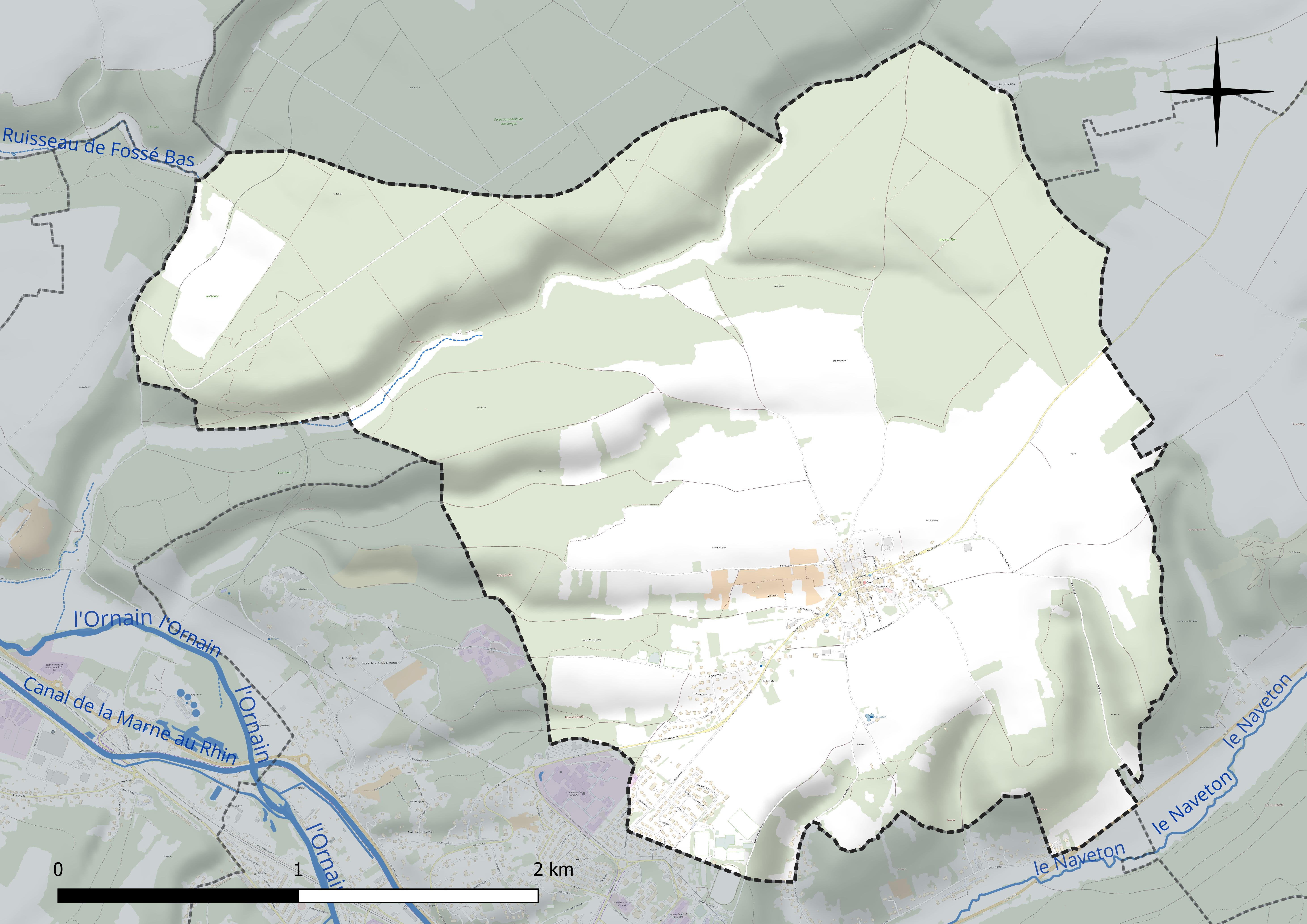
Réseau hydrographique de Behonne.

### Climat
Pour des articles plus généraux, voir Climat du Grand Est et Climat de la Meuse.
En 2010, le climat de la commune est de type climat de montagne, selon une étude du Centre national de la recherche scientifique s'appuyant sur une série de données couvrant la période 1971-2000. En 2020, Météo-France publie une typologie des climats de la France métropolitaine dans laquelle la commune est exposée à un climat océanique altéré et est dans la région climatique  Lorraine, plateau de Langres, Morvan, caractérisée par un hiver rude (1,5 °C), des vents modérés et des brouillards fréquents en automne et hiver. 
Pour la période 1971-2000, la température annuelle moyenne est de 9,6 °C, avec une amplitude thermique annuelle de 16 °C. Le cumul annuel moyen de précipitations est de 1 071 mm, avec 14,2 jours de précipitations en janvier et 9,8 jours en juillet. Pour la période 1991-2020, la température moyenne annuelle observée sur la station météorologique installée sur la commune est de 11,0 °C et le cumul annuel moyen de précipitations est de 855,7 mm. 
La température maximale relevée sur cette station est de 40,4 °C, atteinte le 25 juillet 2019 ; la température minimale est de −16,4 °C, atteinte le 20 décembre 2009,,. 
| Mois                                  | jan.         | fév.           | mars          | avril         | mai           | juin          | jui.          | août          | sep.          | oct.          | nov.          | déc.           | année      |
| ------------------------------------- | ------------ | -------------- | ------------- | ------------- | ------------- | ------------- | ------------- | ------------- | ------------- | ------------- | ------------- | -------------- | ---------- |
| Température minimale moyenne (°C)     | 0,6          | 0,7            | 2,9           | 5,7           | 8,6           | 11,9          | 14,1          | 14,2          | 10,7          | 8             | 4,4           | 1,6            | 7          |
| Température moyenne (°C)              | 2,9          | 3,6            | 6,8           | 10,7          | 13,7          | 17,2          | 19,7          | 19,4          | 15,6          | 11,5          | 7             | 3,9            | 11         |
| Température maximale moyenne (°C)     | 5,1          | 6,4            | 10,8          | 15,7          | 18,8          | 22,5          | 25,2          | 24,6          | 20,5          | 15            | 9,5           | 6,2            | 15         |
| Record de froid (°C) date du record   | −11 07.01.09 | −14,2 07.02.12 | −7,3 01.03.18 | −4,4 04.04.22 | −0,7 03.05.21 | 3,5 05.06.09  | 6,7 31.07.15  | 4,5 26.08.18  | 2,2 30.09.22  | −3,2 29.10.12 | −5,5 30.11.20 | −16,4 20.12.09 | −16,4 2009 |
| Record de chaleur (°C) date du record | 15 01.01.23  | 21,4 27.02.19  | 25,4 31.03.21 | 27,4 20.04.18 | 32,1 28.05.17 | 36,2 28.06.11 | 40,4 25.07.19 | 37,2 19.08.12 | 34,3 14.09.20 | 28,2 13.10.23 | 22,6 08.11.15 | 16,4 31.12.22  | 40,4 2019  |
| Précipitations (mm)                   | 81,2         | 71,2           | 64,3          | 50,2          | 72,9          | 64            | 64,8          | 68,5          | 70,9          | 71,1          | 80            | 96,6           | 855,7      |

| Diagramme climatique                                  |            |             |             |             |            |              |              |              |         |          |            |
| J                                                     | F          | M           | A           | M           | J          | J            | A            | S            | O       | N        | D          |
| 5,10,681,2                                            | 6,40,771,2 | 10,82,964,3 | 15,75,750,2 | 18,88,672,9 | 22,511,964 | 25,214,164,8 | 24,614,268,5 | 20,510,770,9 | 15871,1 | 9,54,480 | 6,21,696,6 |
| Moyennes : • Temp. maxi et mini °C • Précipitation mm |            |             |             |             |            |              |              |              |         |          |            |

Les paramètres climatiques de la commune ont été estimés pour le milieu du siècle (2041-2070) selon différents scénarios d'émission de gaz à effet de serre à partir des nouvelles projections climatiques de référence DRIAS-2020. Ils sont consultables sur un site dédié publié par Météo-France en novembre 2022.

## Urbanisme

### Typologie
Au 1er janvier 2024, Behonne est catégorisée ceinture urbaine, selon la nouvelle grille communale de densité à sept niveaux définie par l'Insee en 2022.
Elle appartient à l'unité urbaine de Bar-le-Duc, une agglomération intra-départementale regroupant quatre  communes, dont elle est une commune de la banlieue,,. Par ailleurs la commune fait partie de l'aire d'attraction de Bar-le-Duc, dont elle est une commune de la couronne,. Cette aire, qui regroupe 86 communes, est catégorisée dans les aires de 50 000 à moins de 200 000 habitants,.

## Toponymie
Anciennes mentions : Bohon (1232), Behonne (1321), Baionna (1402), Behogne (1700), Behona (1711).
Le toponyme est assez obscur : « peut-être d'un homme germanique ». Cependant la formule féminine pose problème.
Le nom de la commune est B'hone en patois.

## Histoire
Des vestiges archéologiques témoignent d'une occupation humaine dès l'époque gallo-romaine. Relevant du bailliage de Bar-le-Duc, diocèse de Toul, située sur le plateau dominant la vallée de l'Ornain, la commune connaît une histoire étroitement liée à celles de Bar-le-Duc, la capitale du Barrois, même si un vieux dicton précise « à Bar le renom, à Behonne le Bon », cette « devise » s'appliquant à l'origine au pineau produit par les vignes du village. Dès 1907, le plateau entre Bar-le-Duc et Behonne est occupé par un terrain d'aviation. En 1913, des hangars d'aviation militaire y sont construits ; le trafic aérien cesse après la Seconde Guerre mondiale. Situé non loin de la ferme Sainte-Catherine, ce terrain d'aviation est occupé pour partie par le nouvel hôpital de Bar-le-Duc.
Il existe à Behonne une rue des Juifs, qui témoigne de la présence d'une communauté juive au Moyen Âge.

## Politique et administration
| Période                                  | Période  | Identité        | Étiquette | Qualité          |
| ---------------------------------------- | -------- | --------------- | --------- | ---------------- |
| Les données manquantes sont à compléter. |          |                 |           |                  |
| mars 2008                                | mai 2020 | Jacques Singler |           |                  |
| mai 2020                                 | En cours | Jérôme Chardin  |           | Ouvrier qualifié |

## Population et société

### Démographie
L'évolution du nombre d'habitants est connue à travers les recensements de la population effectués dans la commune depuis 1793. Pour les communes de moins de 10 000 habitants, une enquête de recensement portant sur toute la population est réalisée tous les cinq ans, les populations de référence des années intermédiaires étant quant à elles estimées par interpolation ou extrapolation. Pour la commune, le premier recensement exhaustif entrant dans le cadre du nouveau dispositif a été réalisé en 2005.

En 2022, la commune comptait 603 habitants, en évolution de −2,43 % par rapport à 2016 (Meuse : −4,4 %, France hors Mayotte : +2,11 %).
| 1793 | 1800 | 1806 | 1821 | 1831 | 1836 | 1841 | 1846 | 1851 |
| ---- | ---- | ---- | ---- | ---- | ---- | ---- | ---- | ---- |
| 520  | 490  | 530  | 554  | 585  | 546  | 532  | 534  | 572  |

| 1856 | 1861 | 1866 | 1872 | 1876 | 1881 | 1886 | 1891 | 1896 |
| ---- | ---- | ---- | ---- | ---- | ---- | ---- | ---- | ---- |
| 552  | 523  | 511  | 453  | 442  | 436  | 475  | 404  | 378  |

| 1901 | 1906 | 1911 | 1921 | 1926 | 1931 | 1936 | 1946 | 1954 |
| ---- | ---- | ---- | ---- | ---- | ---- | ---- | ---- | ---- |
| 344  | 346  | 332  | 301  | 309  | 323  | 311  | 274  | 321  |

| 1962 | 1968 | 1975 | 1982 | 1990 | 1999 | 2005 | 2006 | 2010 |
| ---- | ---- | ---- | ---- | ---- | ---- | ---- | ---- | ---- |
| 333  | 338  | 337  | 818  | 848  | 770  | 707  | 698  | 670  |

| 2015 | 2020 | 2022 | - | - | - | - | - | - |
| ---- | ---- | ---- | - | - | - | - | - | - |
| 627  | 607  | 603  | - | - | - | - | - | - |

## Culture locale et patrimoine

### Lieux et monuments

#### Église
L'église Saint-Martin (XVe siècle - XIXe siècle) a été agrandie au début du XIXe siècle, la date de 1825 figure au-dessus de la nouvelle porte d'entrée. Outre les stalles, elle abrite dans son chœur une piscine liturgique du XVe siècle renfermant 21 reliques. Une autre piscine, datant de la même époque et située dans la nef, contient une statue de la Vierge. La chaire à prêcher, avec sa cuve hexagonale réalisée en chêne sculpté, remonte au début du XVIIIe siècle. Les panneaux de la cuve représentent les quatre évangélistes et le dossier, le Bon Pasteur. Cette chaire provient de l'ancienne collégiale Saint-Maxe de Bar-le-Duc. Maxe Werly rapporte que cette chaire est attribuée par M. Godefroy à Jacquin, un sculpteur de Neufchâteau auteur de la chaire à Ligny-en-Barrois. L'édifice religieux est rénové en 2012.
Les boiseries et les stalles (XVe siècle) conservées dans l'église Saint-Martin proviennent de l'ancienne collégiale Saint-Maxe de Bar-le-Duc, située au centre de l'enceinte du château des ducs de Bar. Les onze stalles n'ont pas de hauts dossiers et sont appliquées sur le mur. La boiserie supérieure date du XIXe siècle. Les décorations toutes différentes, comptent notamment un vigneron plié sous le poids de sa hotte, des fleurs imaginaires, un griffon, deux chanoines encapuchonnés, une tête à oreilles d'âne et deux chasseurs. L'abbé Renard signale que cet ensemble était complété par deux sièges pour les choristes ainsi qu'un lutrin en forme d'aigle aux ailes déployées.

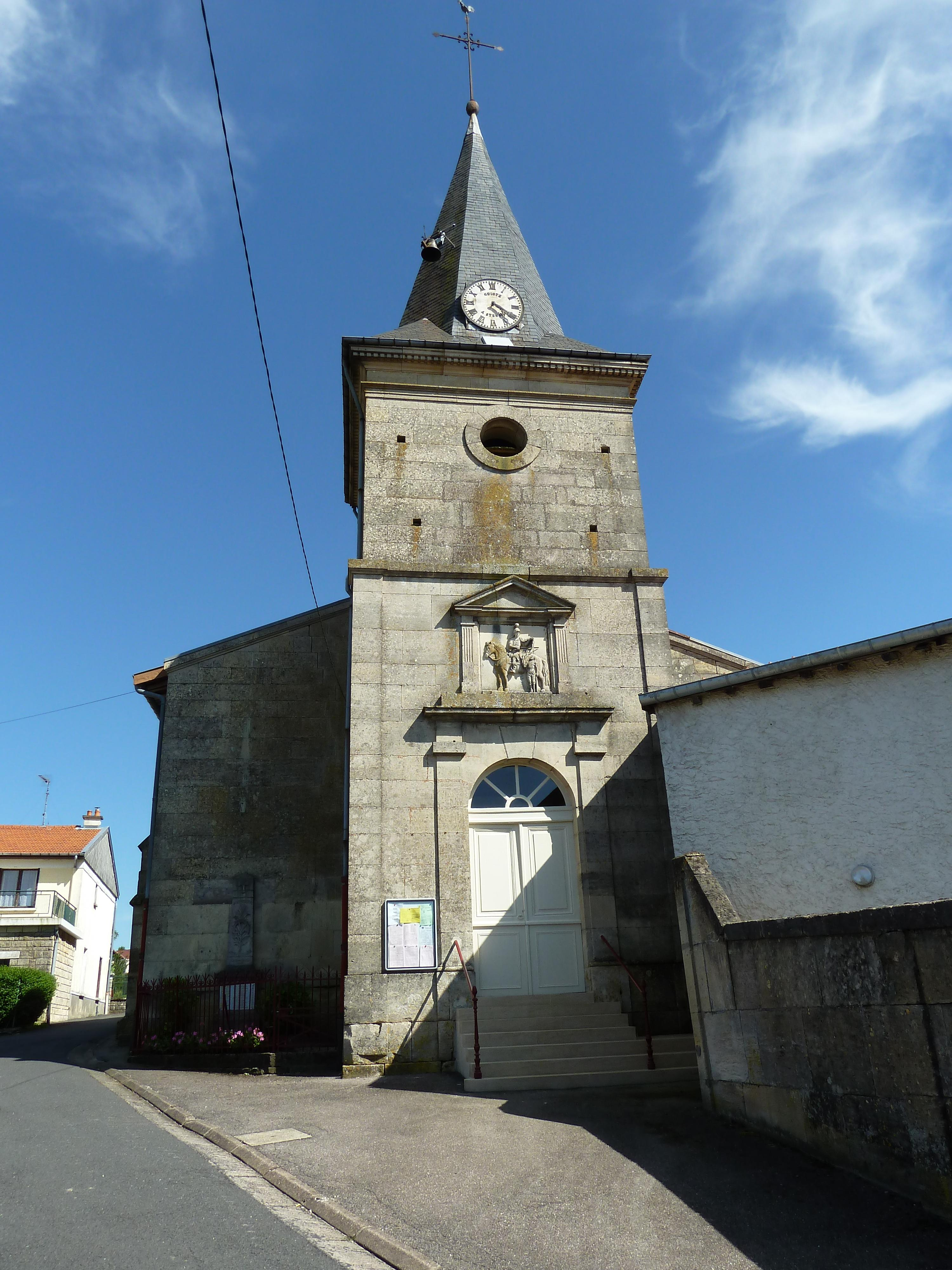
L'église Saint-Martin vue de l'avant, avant sa rénovation.
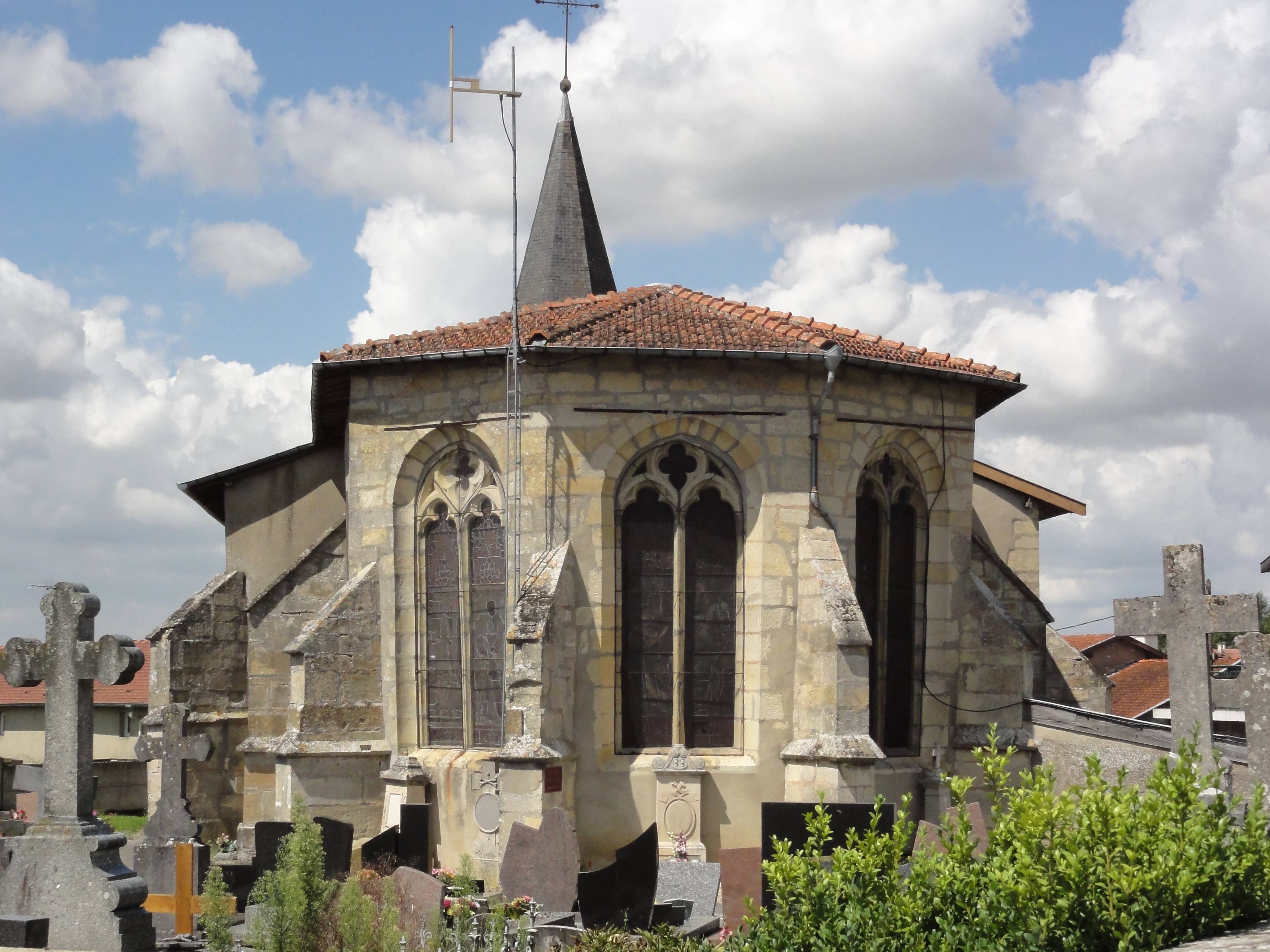
L'église Saint-Martin vue de l'arrière, avant sa rénovation.
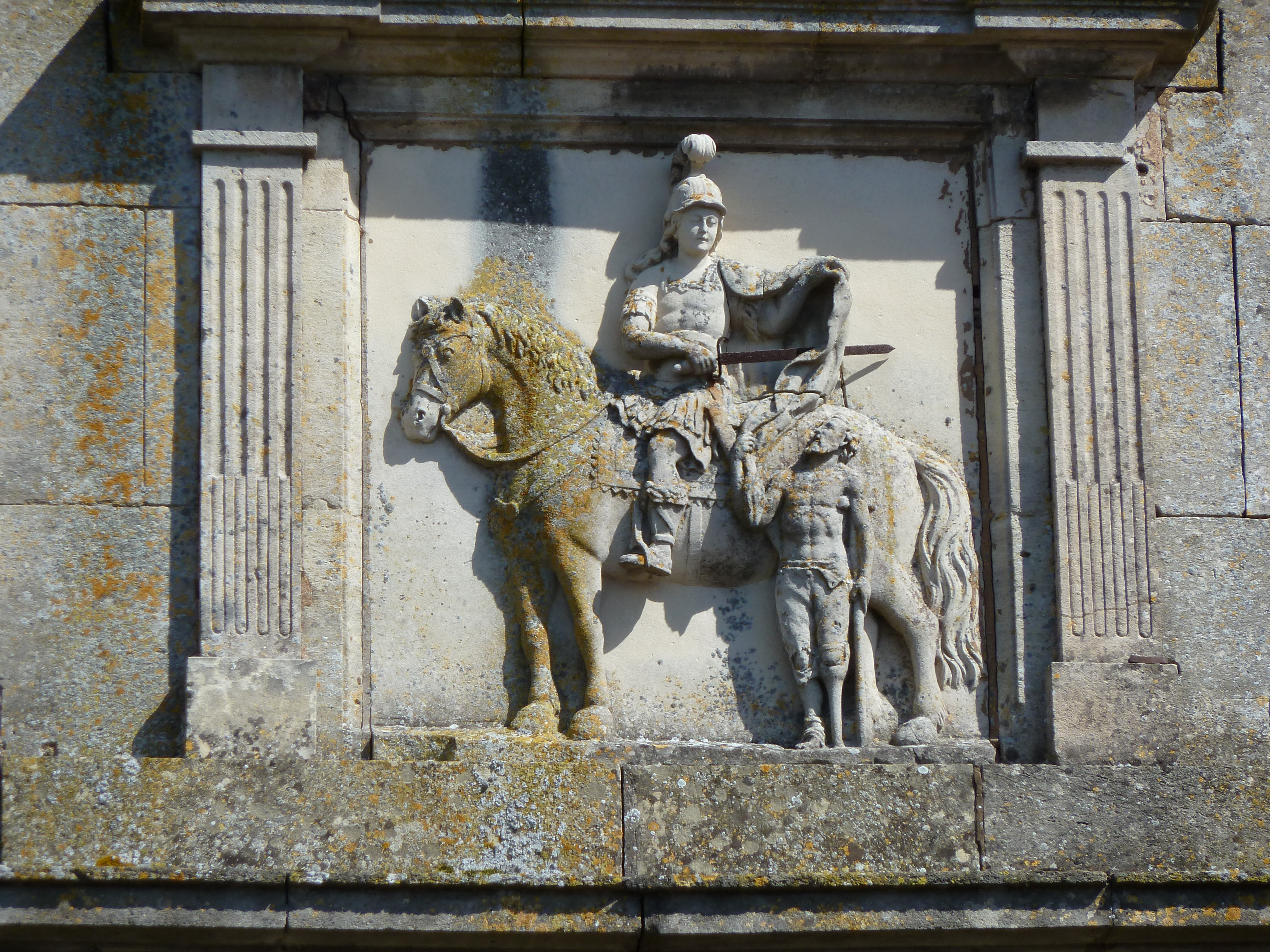
Bas-relief.
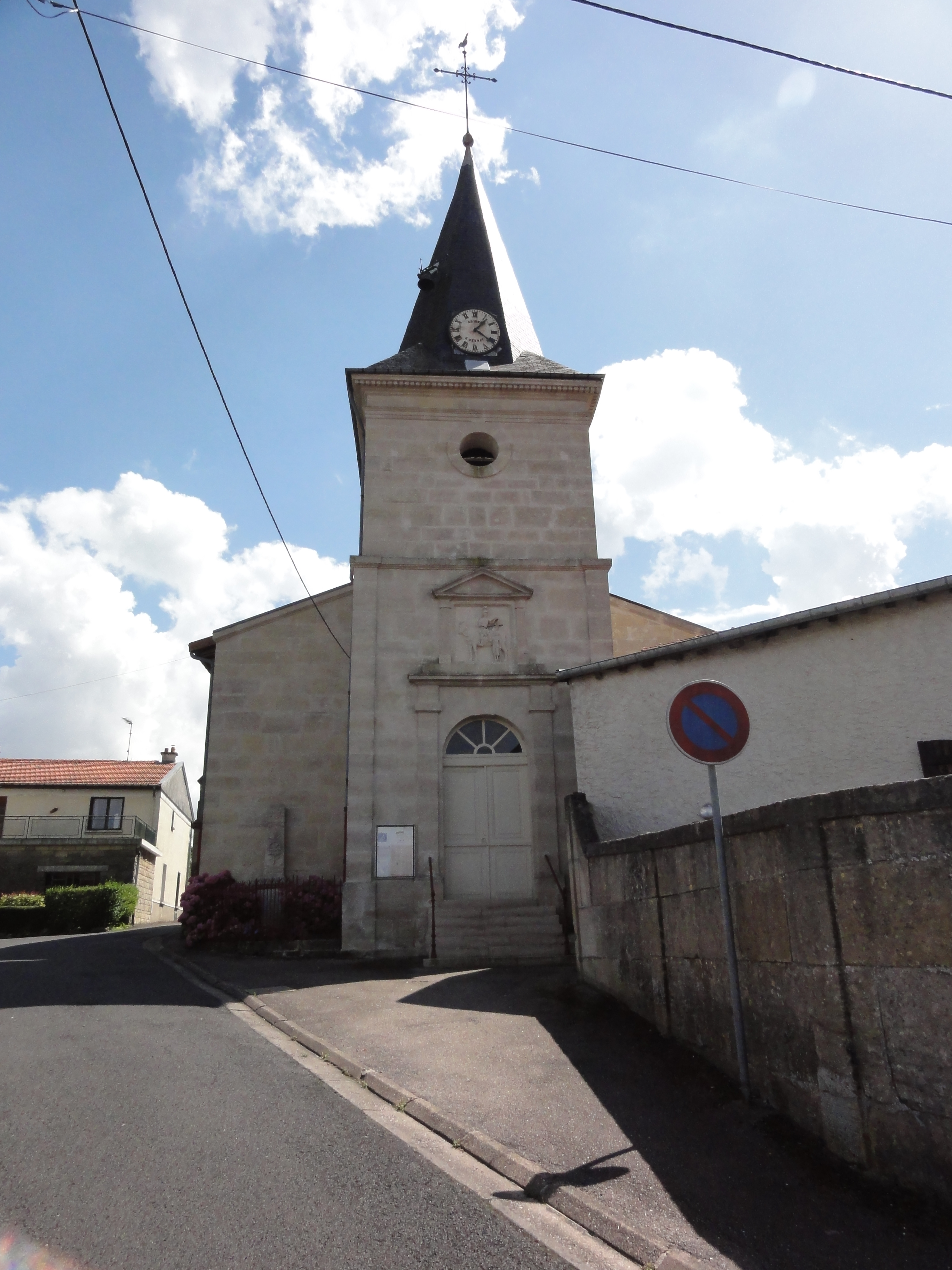
L'église Saint-Martin vue de l'avant, après sa rénovation.
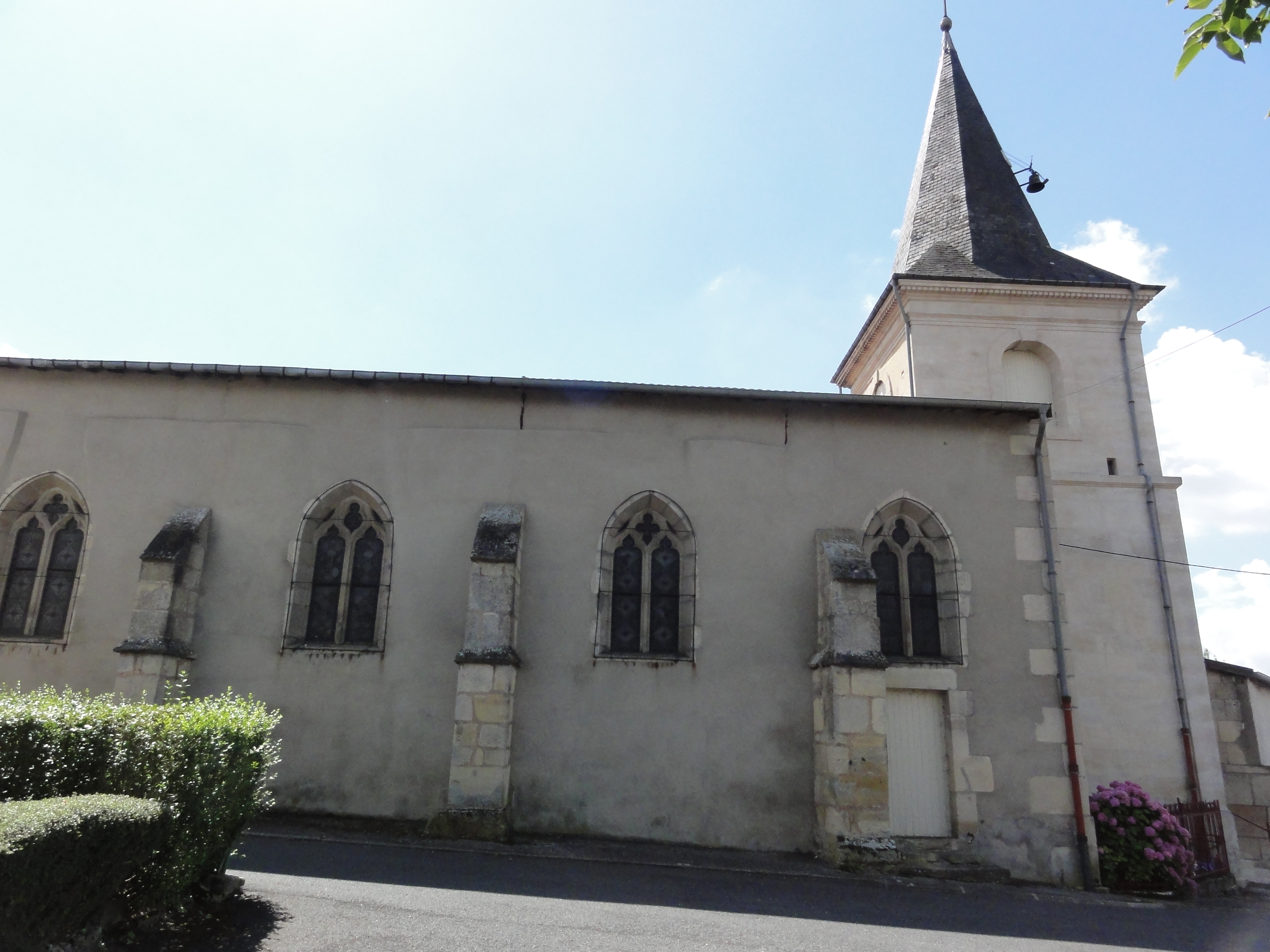
L'église Saint-Martin vue latéralement, après sa rénovation.
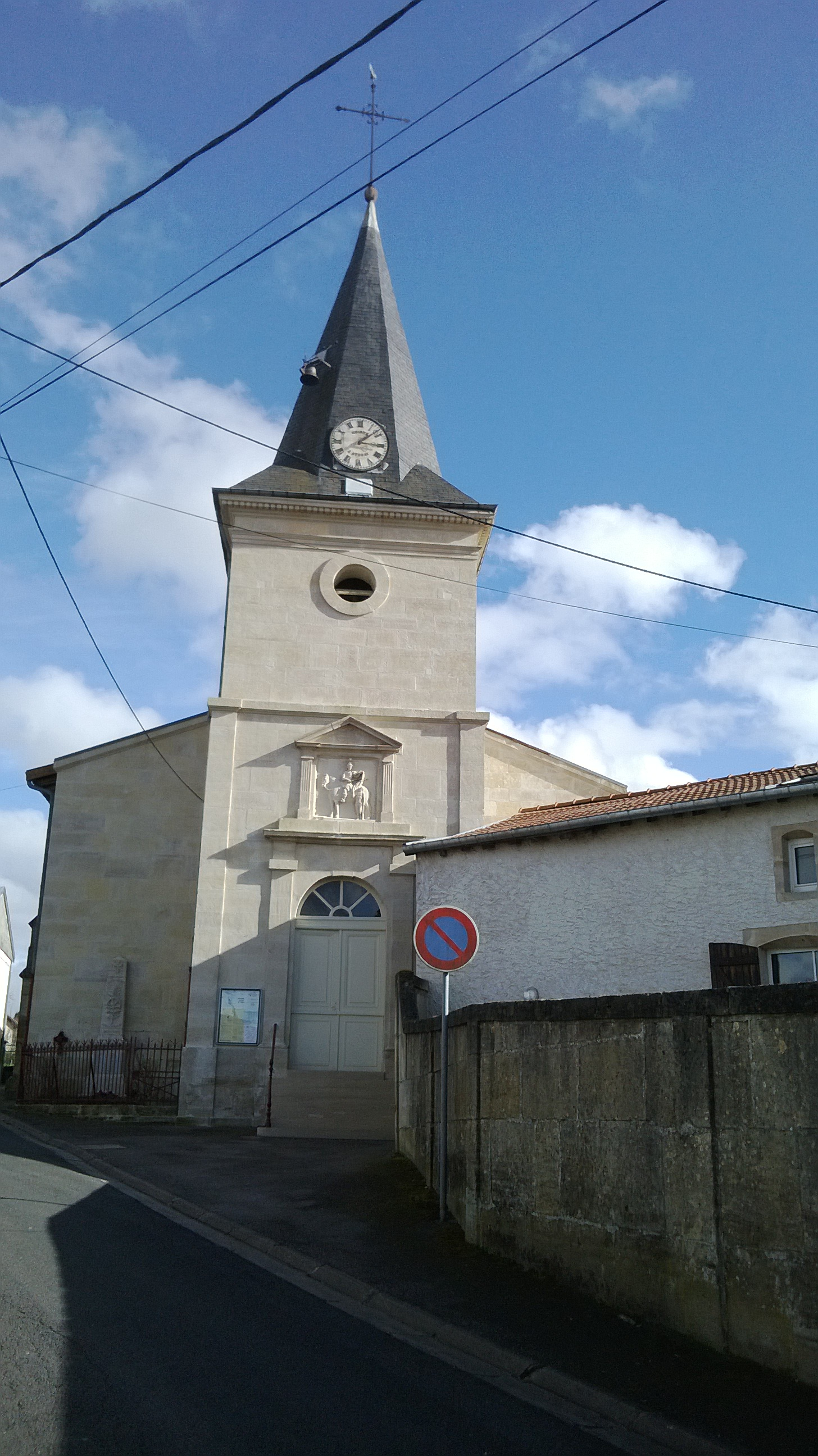
L'entrée de l'église de Behonne.

#### Fontaines
La commune compte plusieurs fontaines. Celles-ci permettaient de tirer l'eau d'un puits grâce à un mécanisme par chaîne et godet. Avant l'arrivée de l'eau courante, certaines habitations du village, assez pauvres en sources, possédaient des citernes. Dans les années 1960, un château d'eau mesurant 50 mètres de haut est construit à l'entrée du village.

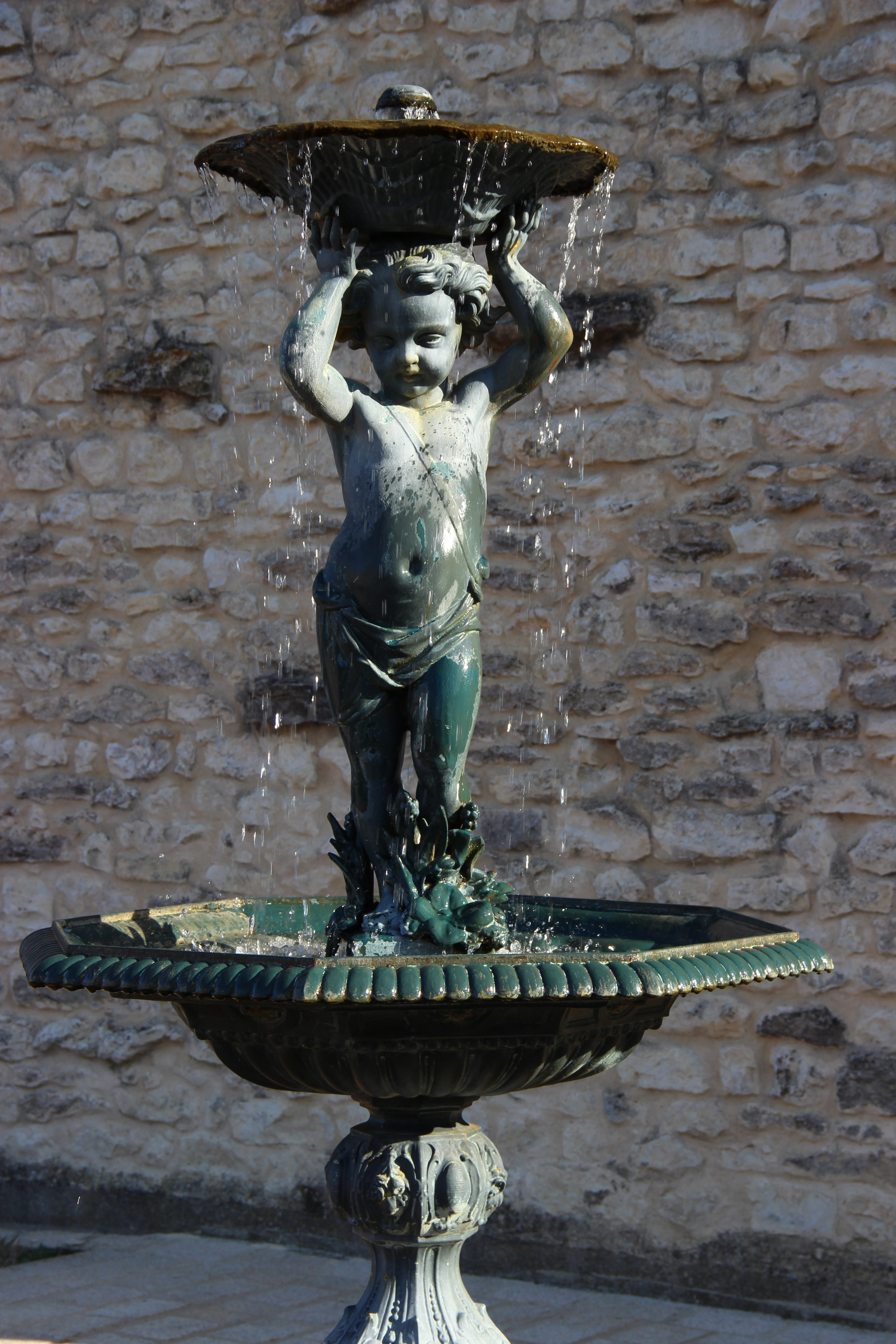
Fontaine de la source Baudotte sur la Place du Lavoir.
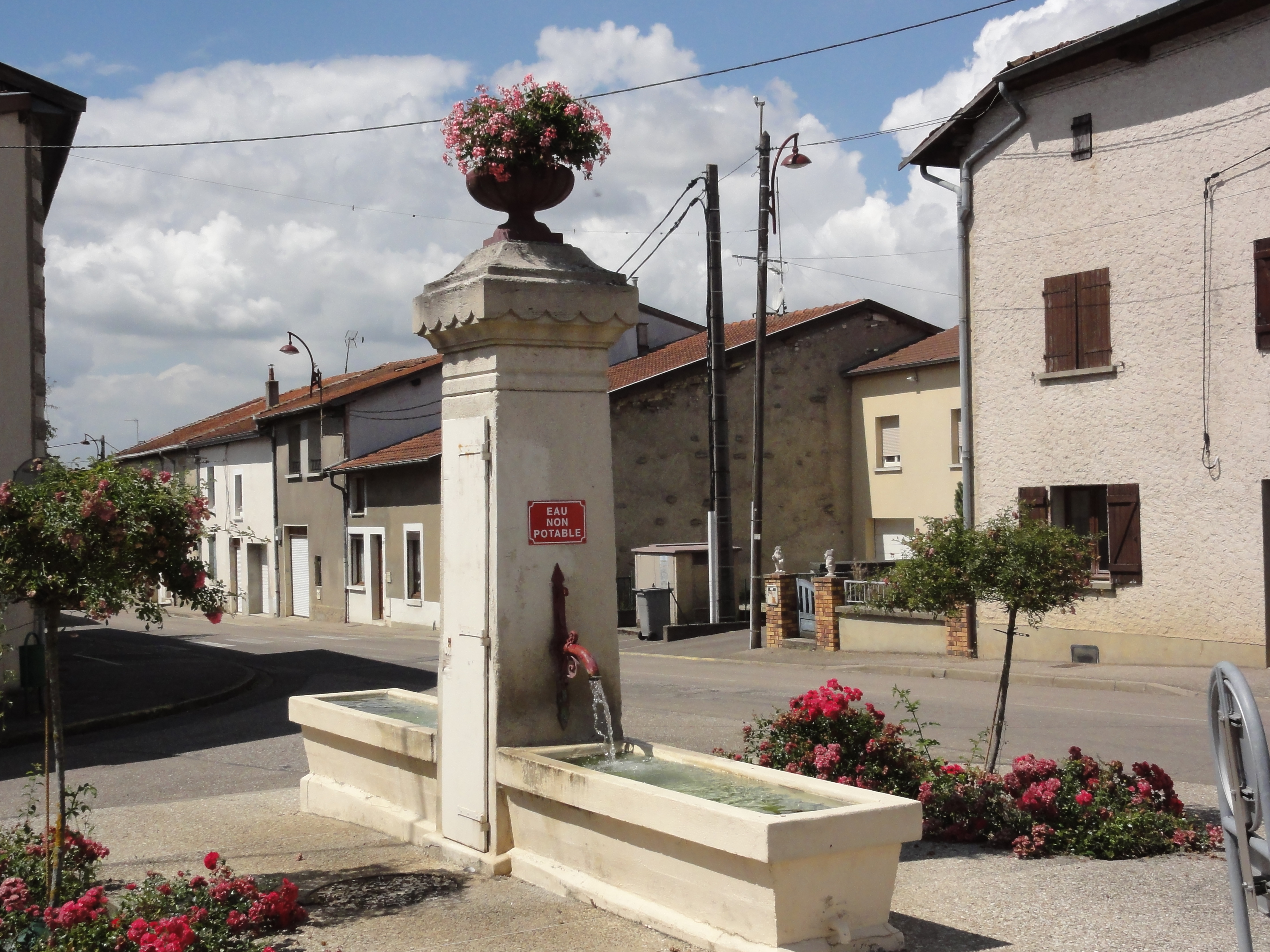
Fontaine-citerne de 1882.
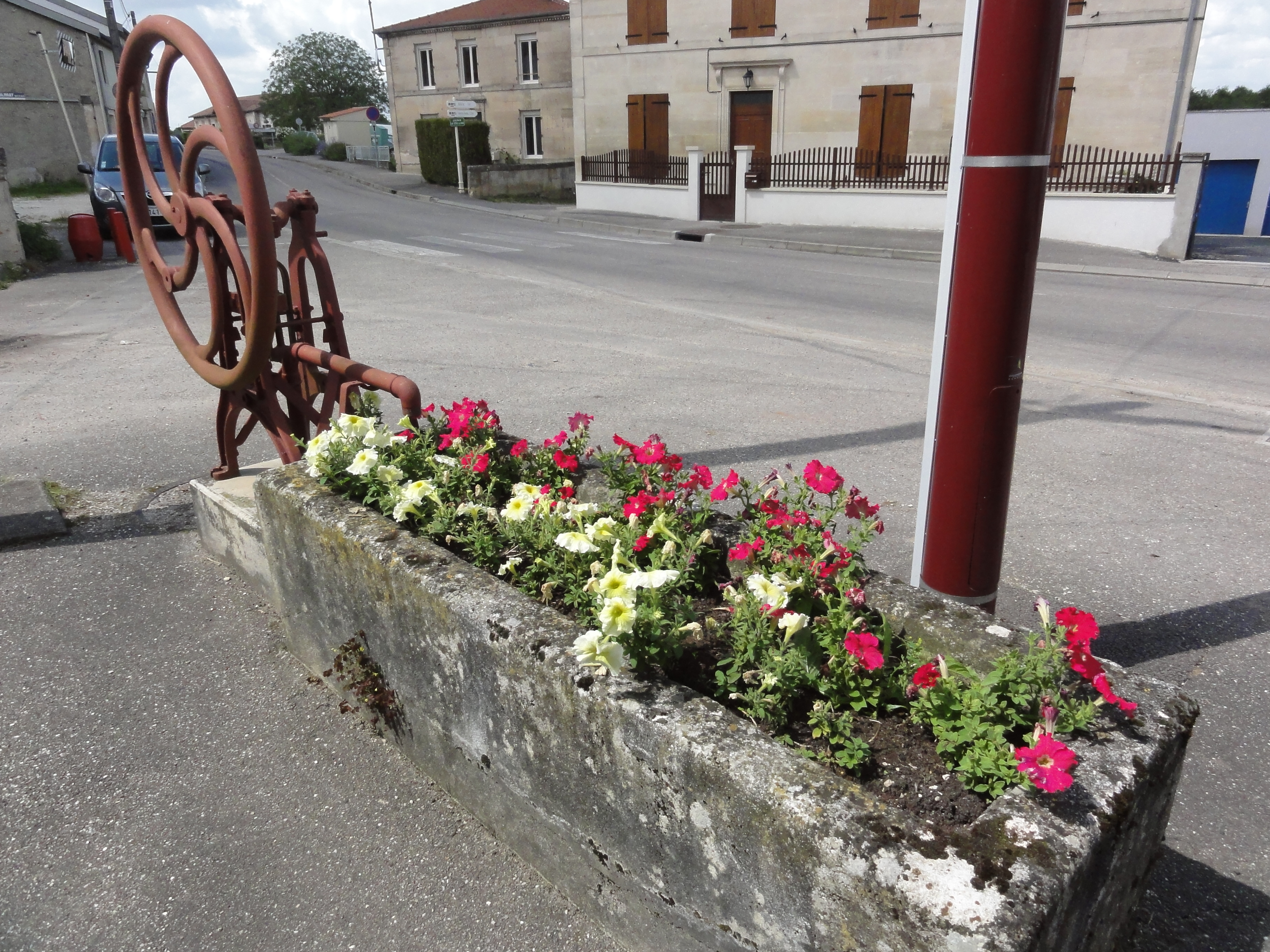
Fontaine fleurie.
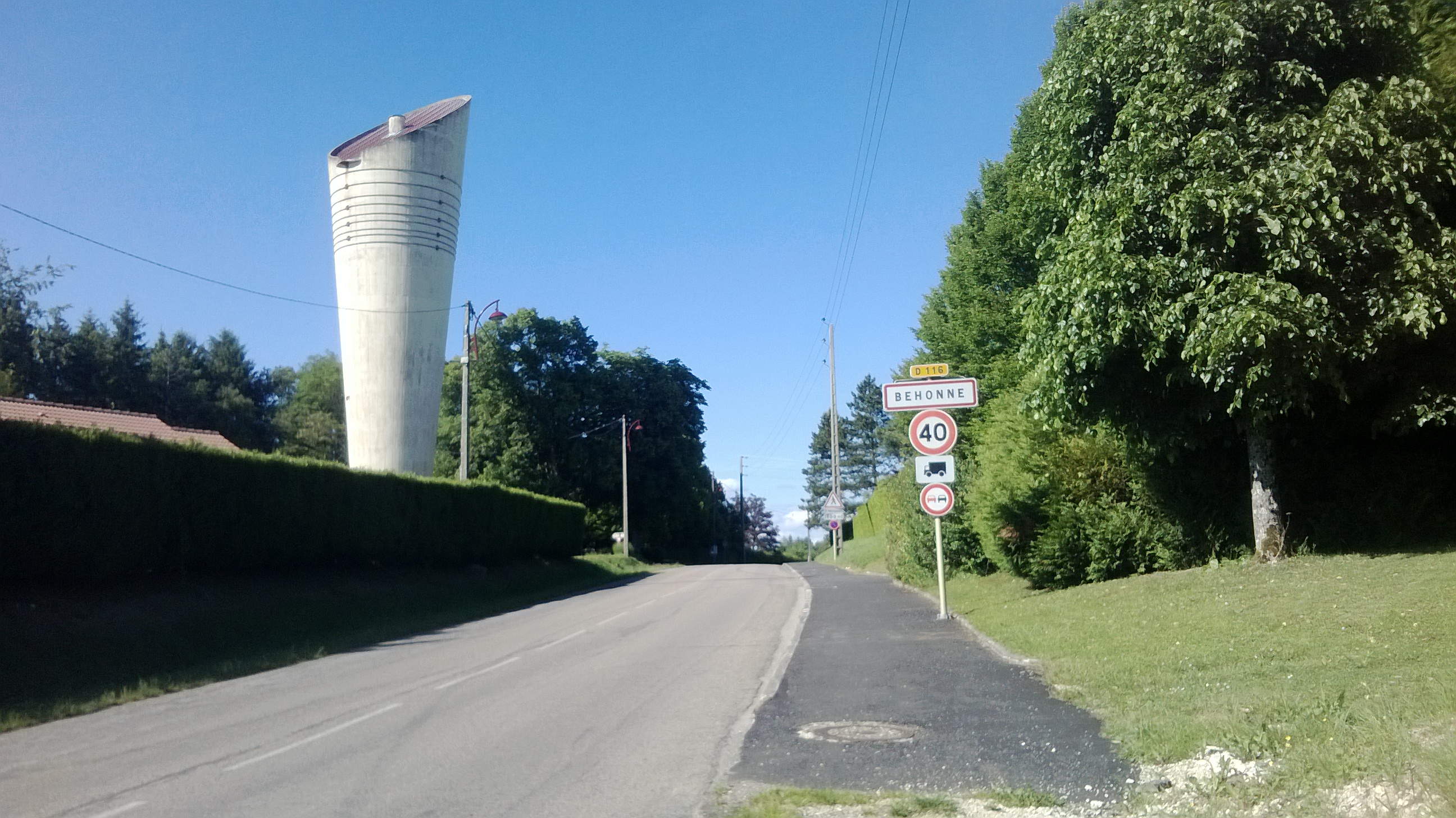
Le château d'eau.

#### Calvaires
Plusieurs calvaires sont présents au sein du village.

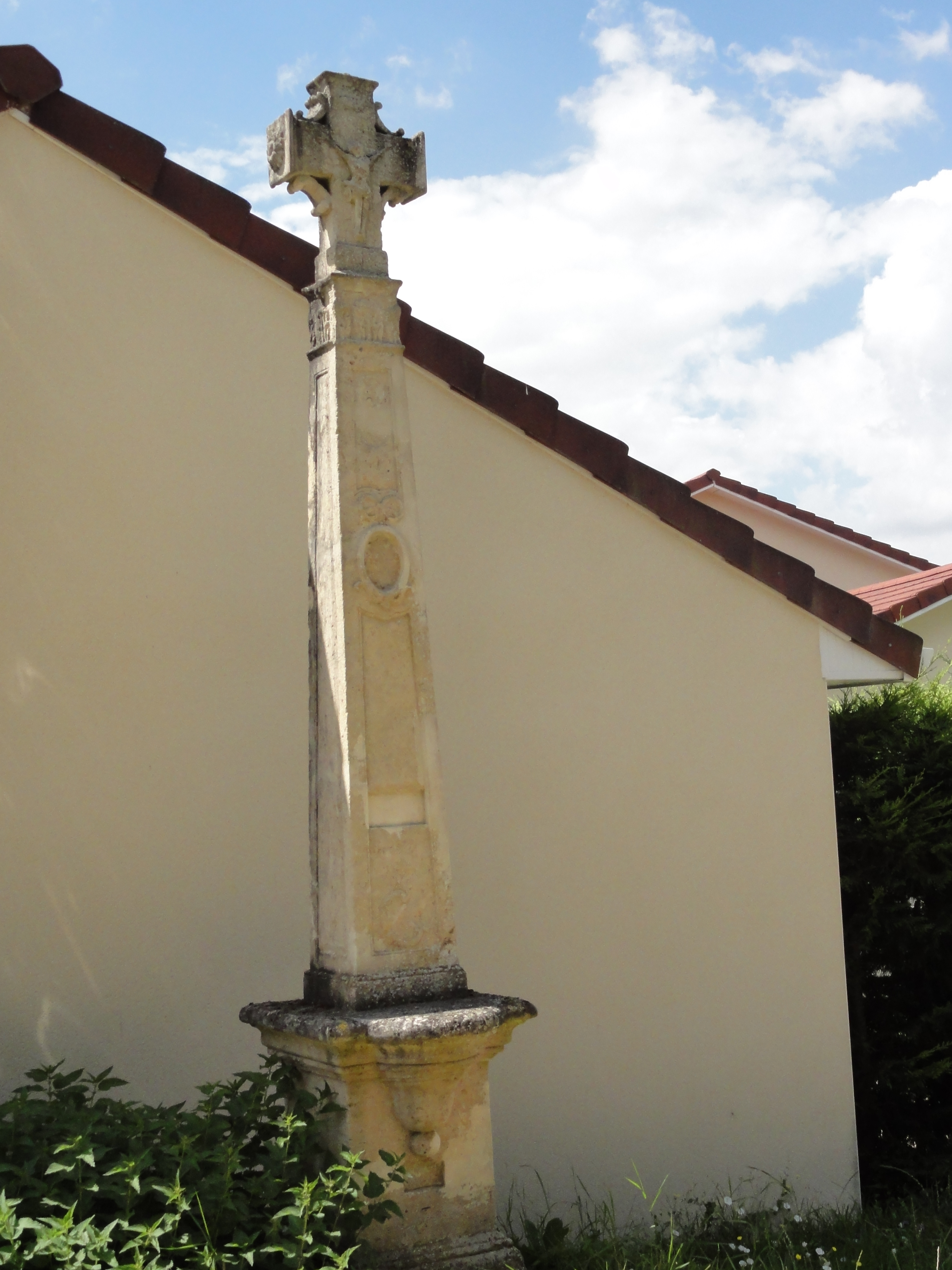
Chemin de Barauval.
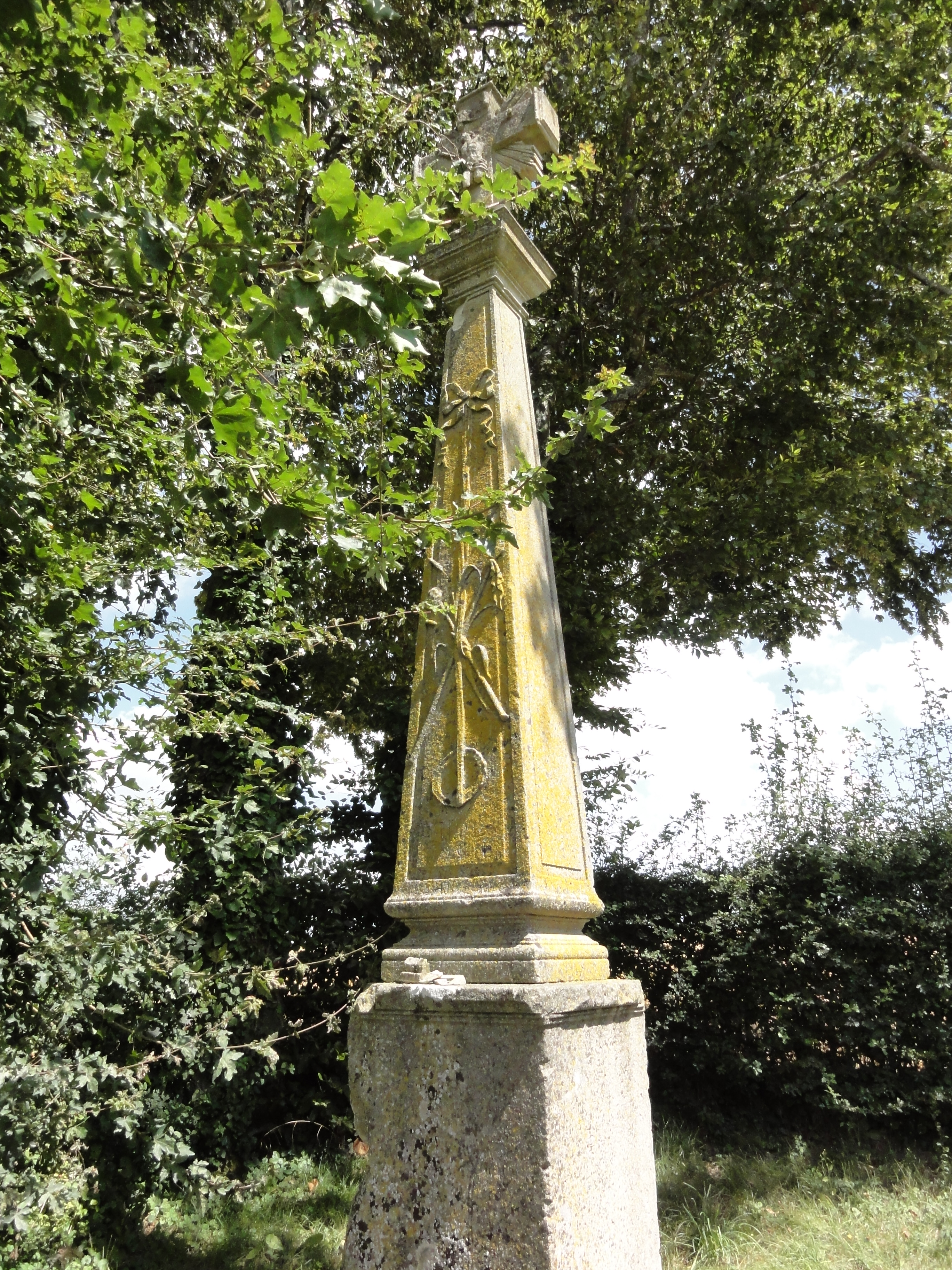
Chemin de la Voie d'Érize.
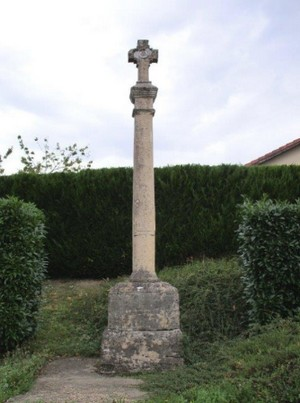
Voie de la Croix.

#### Monument des fusillés (route de Vavincourt 1945)
Comme dans plusieurs autres endroits des alentours de Bar-le-Duc tels que la Fédération, la forêt du Haut-Juré et Naives, la commune de Behonne a servi de lieu d'exécution par les troupes allemandes. Le 4 mars 1944, cinq résistants de Thierville-sur-Meuse sont fusillés dans ce chemin de traverse, à 150 mètres de la route reliant Behonne à Vavincourt. Il est inauguré en novembre 1945 en présence de nombreuses personnalités.

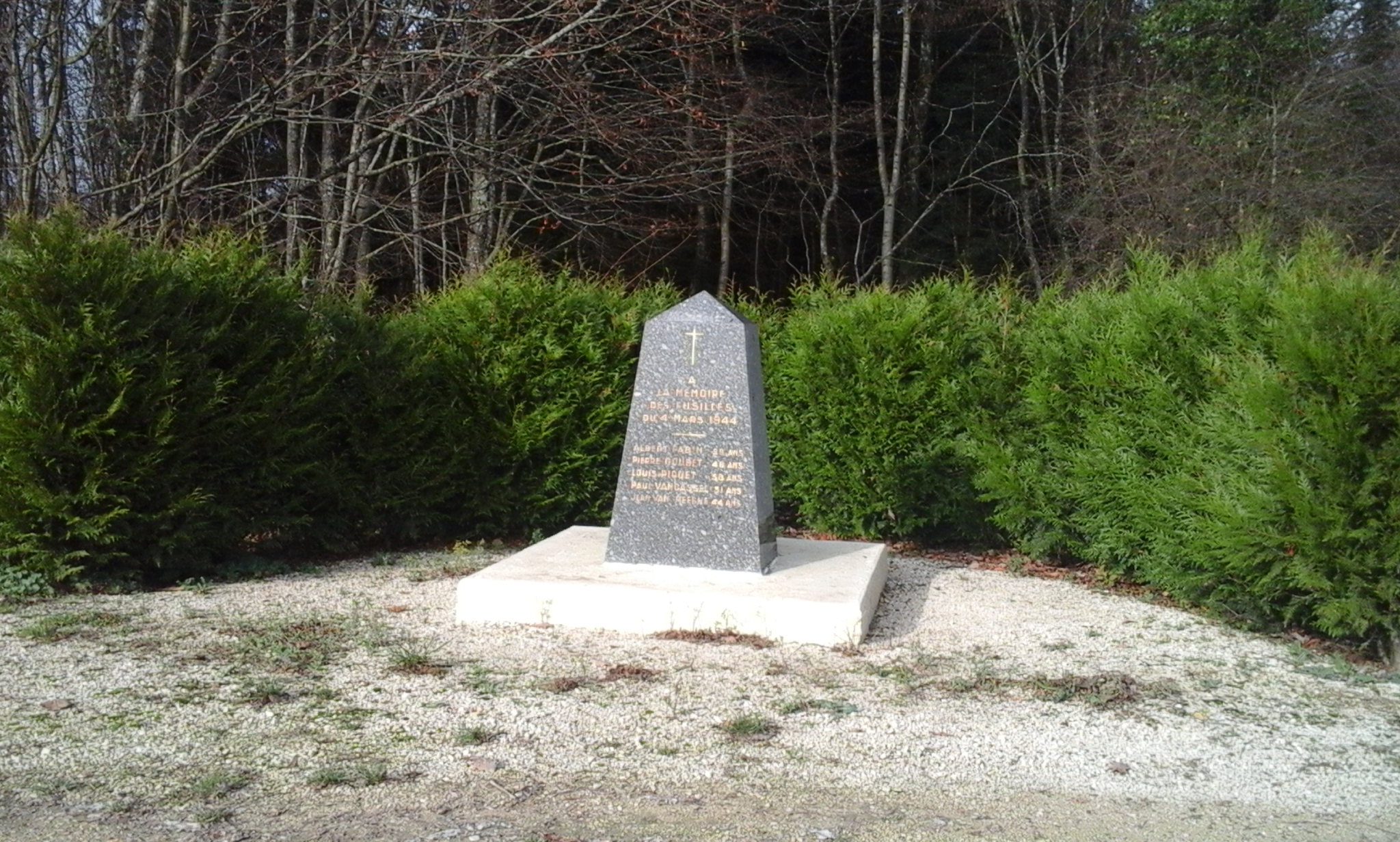
Le monument des fusillés se situant sur la D 116, entre Behonne et Vavincourt.
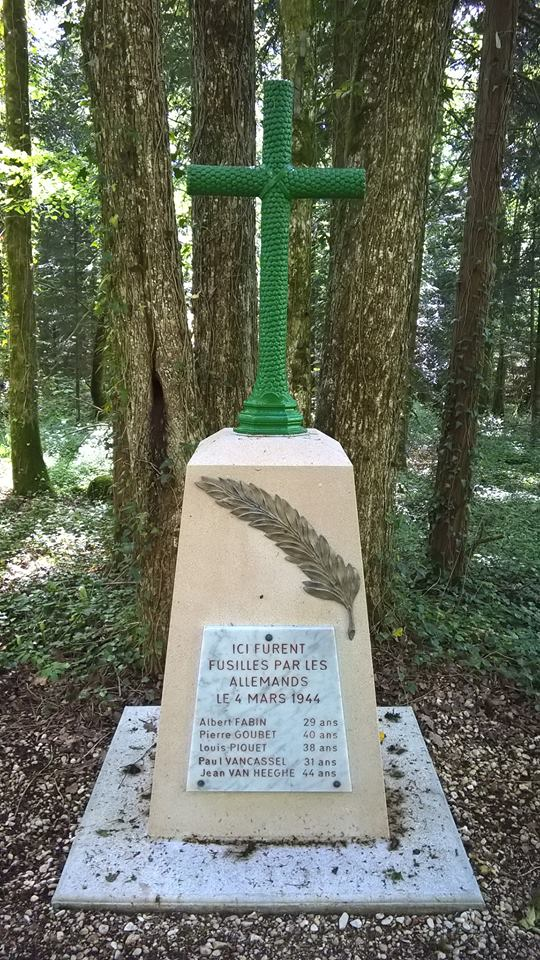
Le monument situé dans la forêt domaniale de Massonges.

### Sports

#### Football
Le club de l' « Union sportive Behonne-Longeville » (USBL) a été créé en juillet 2008 à la suite de la fusion entre le CSL Behonne et l'ASC Longeville-en-Barrois, deux villages proches de la ville de Bar-le-Duc. Elle compte de nombreuses catégories junior et une sénior composée de deux ou trois équipes selon les saisons.
Le club possède trois terrains : un de pelouse naturelle à Behonne et deux à Longeville-en-Barrois dont un de pelouse artificielle installé depuis octobre 2017.

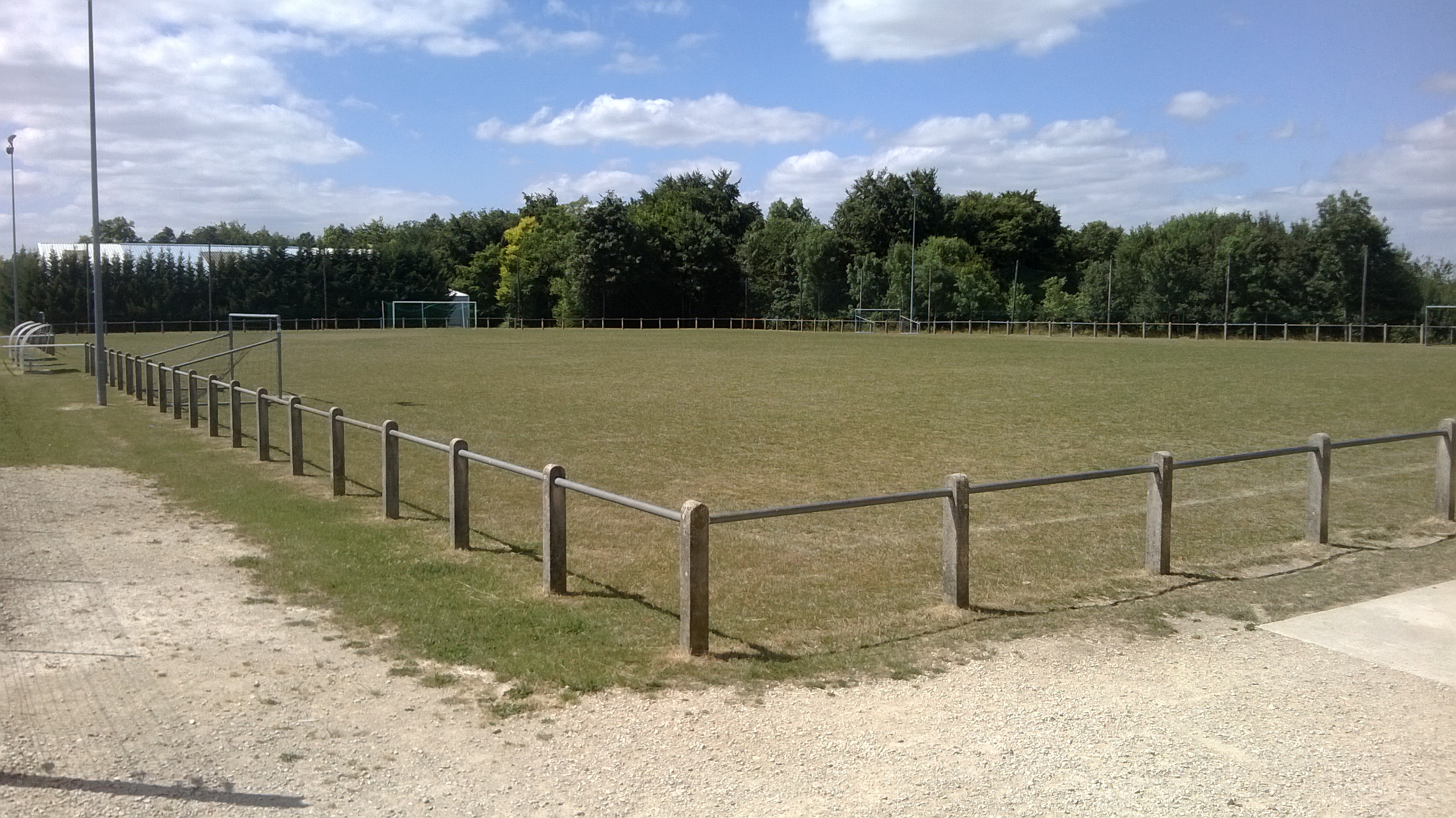
Terrain de football du club.
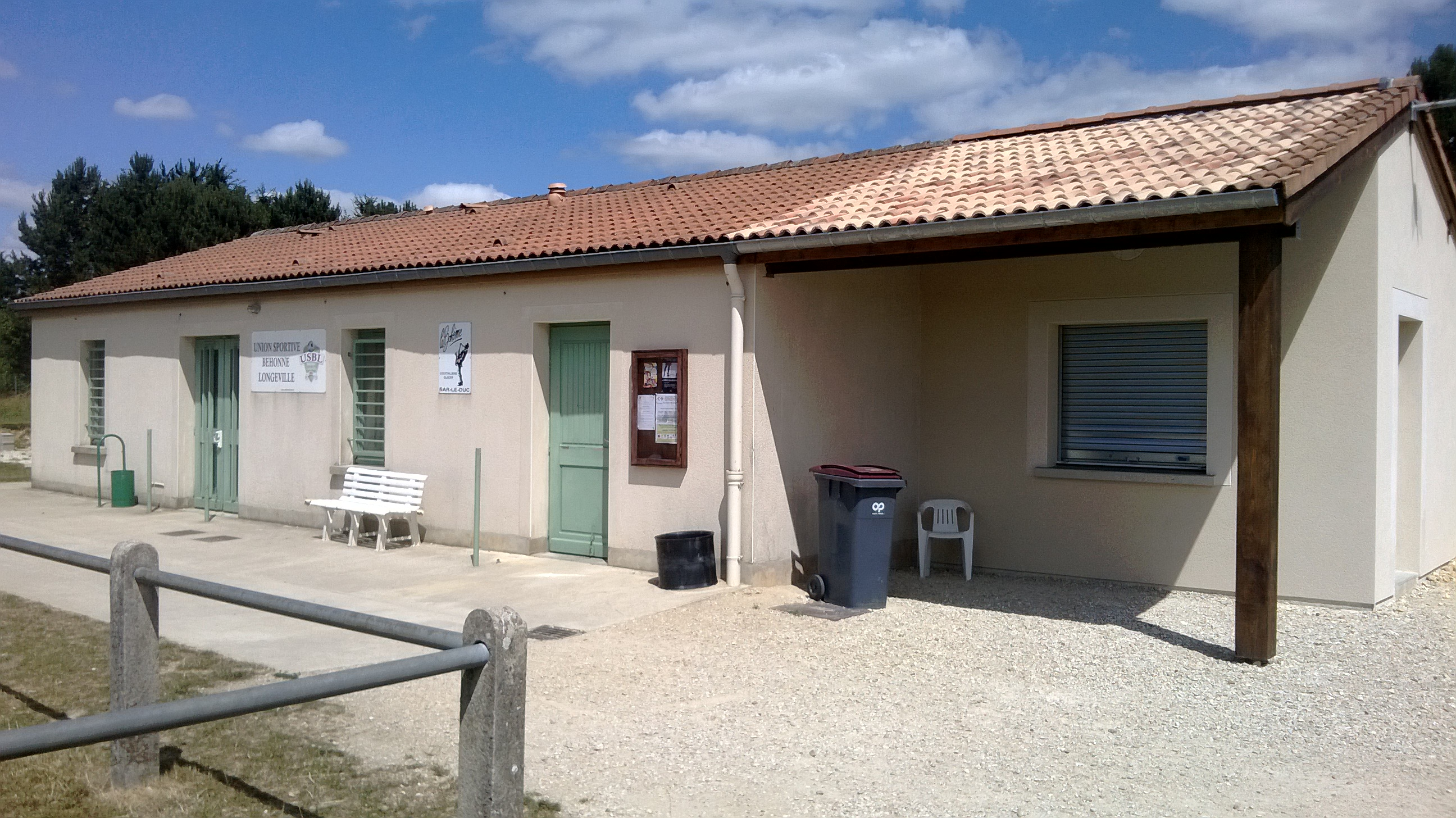
Vestiaires, à côté du terrain de football.
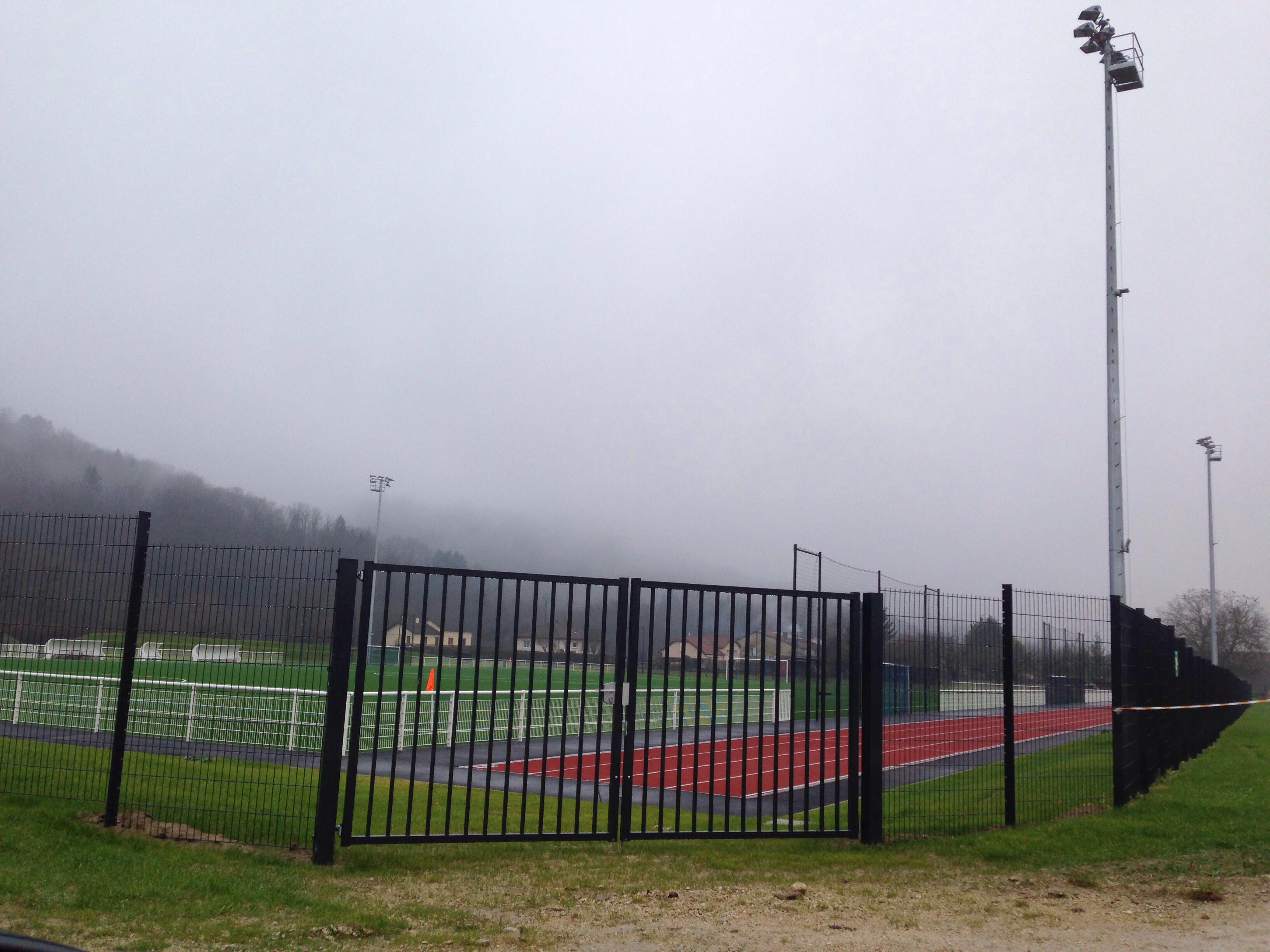
Un nouveau terrain de football synthétique construit à proximité du parc et de l'étang de Longeville-en-Barrois a été inauguré en fin d'année 2017.

### Loisirs, activités et évènements
La salle des fêtes Jean-Jacques Poëtte (nom de l'ancien maire de la commune), située au bord de la rue principale à une centaine de mètres de l'entrée en venant de Bar-le-Duc, accueille divers évènements tout au long de l'année, elle a été légèrement prolongée d'un auvent fin 2013.

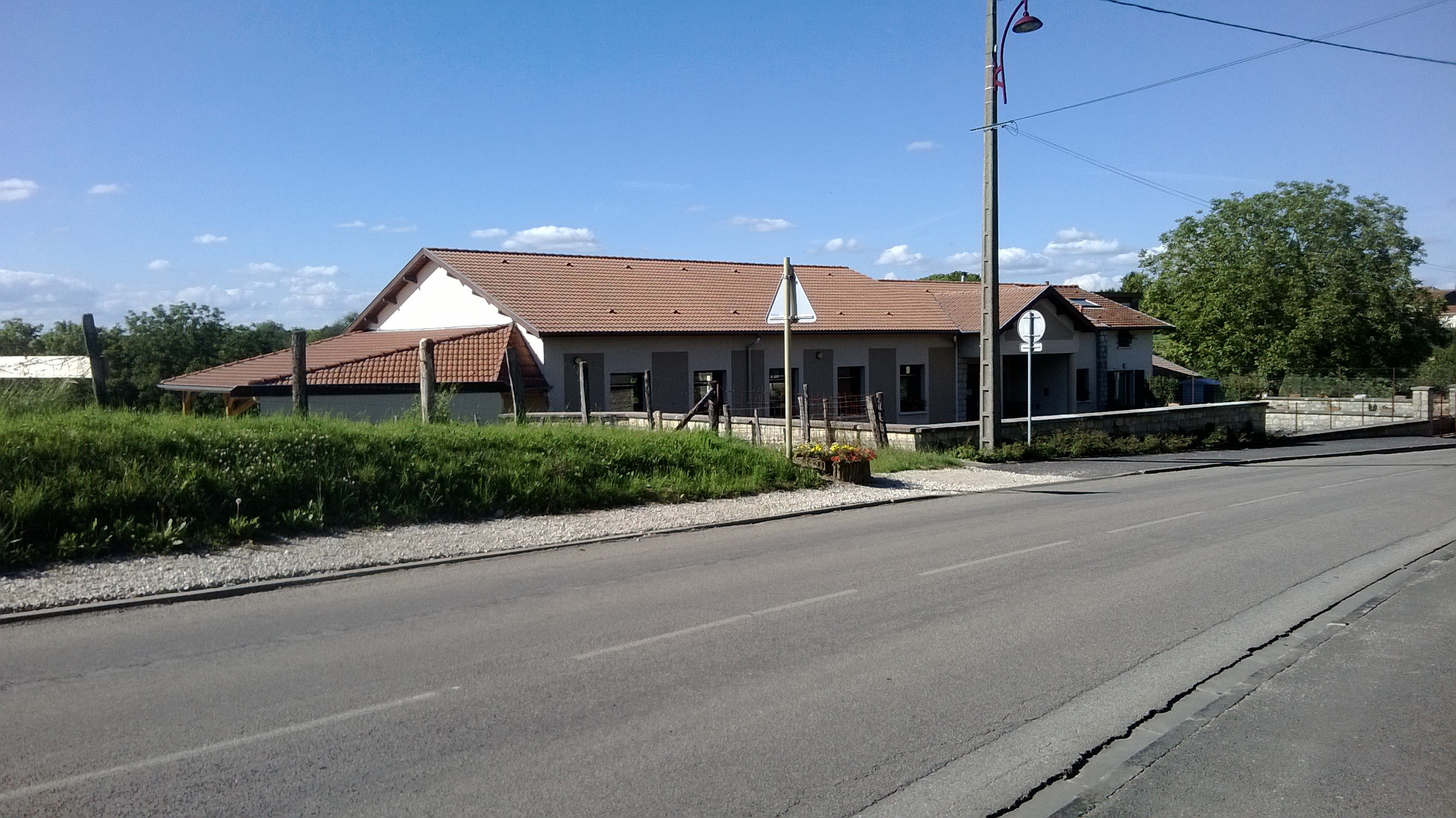
La salle des fêtes de Behonne en 2014.

## Économie
Behonne a longtemps été une terre de vignerons où l'on y produisait des vins délicats et renommés. Mais les ravages du phylloxéra à la fin du XIVe siècle et la concurrence des vins du Midi mettront fin à cette activité viticole au début des années 1970.

## Personnalités liées à la commune

### Héraldique
| Blason de Behonne | Blason  | De gueules à la fontaine à colonne centrale à deux abreuvoirs d'or crachant d'argent, surmontée d'une grappe feuillée et tigée d'or au raisin de pourpre à dextre et d'un pigeon d'or à senestre. |
| Blason de Behonne | Détails | Création de R.A. Louis avec les conseils de la Commission Héraldique de l'UCGL. Adopté par la commune en avril 2015.                                                                              |